# Rechtskonsulent
Rechtskonsulent wurden Laien genannt, die vom Ende des Mittelalters bis zu Beginn des 20. Jahrhunderts juristischen Rat an meist ärmere Mandanten gaben. In der Schweiz werden auch beratende Rechtsbeistände Rechtskonsulent genannt.
Rechtskonsulenten waren Laien, die sich durch das private Studium von Gesetzestexten die Fähigkeit erwarben, rechtliche Beratungen zu geben. Da sich viele ärmere Leute weder einen Rechtsanwalt noch ein Hochschulstudium leisten konnten, wurden meist in Städten die Rechtskonsulenten aktiv.
Der Rechtskonsulent bot eine juristische Beratung ohne die anwaltliche Vertretung vor Gericht an.

## Deutschland und Österreich
Zu Beginn des 20. Jahrhunderts starb der Beruf des Rechtskonsulenten mit geänderter Rechtslage aus. Am 13. Dezember 1935 wurde das Rechtsberatungsgesetz erlassen welches festlegte, dass Rechtsbeistand nur noch durch vom Staat bestimmte Personen erfolgen durfte.

## Schweiz und Liechtenstein
In der Schweiz und dem Fürstentum Liechtenstein werden auch Juristen Rechtskonsulent genannt, die staatliche oder öffentliche Einrichtungen im Rahmen ihrer hauptberuflichen Tätigkeit beraten.